# Temporada 1987-1988 del Liceu
| Temporada 1987-1988 del Liceu |                         |                  |                         | |                                      |                                  |
| Òpera                         | Compositor              | Director musical | Director d'escena       | Papers principals | Producció                            | Dates                            |
| Il trittico                   | Giacomo Puccini         | Roberto Abbado   | Sylvano Bassotti        | Alessandro Cassis, Olivia Stapp, Nicola Martinucci, Rosa Maria Ysàs, Maria Chiara, Margarita Lilowa, Rolando Panerai, Dalmau Gonzàlez | Teatro alla Scala                    | 2, 5, 8 i 10 de novembre         |
| Tannhäuser                    | Richard Wagner          | Heinz Fricke     | Ricard Salvat           | Arley Reece, Johanna Meier, Stefania Toczyska, Harald Stamm, Jorma Hynninen | Teatro alla Scala                    | 19, 22, 24 i 27 de novembre      |
| Mefistofele                   | Arrigo Boito            | José Collado     | Emilio Sagi             | Bonaldo Giaiotti, Montserrat Caballé, Antonio Ordoñez, Rosa M. Ysàs, Alfredo Heilbron, Agnes Habereder, María Uriz, Antoni Comas i Ruano | Teatro de la Zarzuela                | 4, 7, 10 i 13 de desembre        |
| Cavalleria Rusticana          | Pietro Mascagni         | Edward Downes    | Antonello Madau-Diaz    | Ielena Obraztsova, María Uriz, Corneliu Murgu, Enric Serra, Cecília Fondevila |                                      | 21, 23, 27 i 29 de desembre      |
| Pagliacci                     | Ruggero Leoncavallo     | Edward Downes    | Antonello Madau-Diaz    | Ileana Cotrubas, Giuseppe Giacomini, John Rawnsley, Josep Ruiz |                                      | 21, 23, 27 i 29 de desembre      |
| La clemenza di Tito           | Wolfgang Amadeus Mozart | Uwe Mund         | Vittorio Patanè         | Werner Hollweg, Carol Vaness/Magdaléna Hajóssyová, Sona Ghazarian, Trudeliese Schmidt, Gabriele Lechner, Marilyn Schmiege, Erich Knodt Decorats i Vestuari: Vittorio Patanè i Pierluigi Piantanida | Opera Forum Filharmonisch - Enschede | 7, 10, 12 i 14 de gener          |
| Un ballo in maschera          | Giuseppe Verdi          | Uwe Mund         | Mario Gas               | Dennis O'Neill, Joan Pons Álvarez, Adelaide Negri, Fiorenza Cossotto, Maria Angeles Peters, Ivo Vinco |                                      | 21, 24, 27 i 29 de gener         |
| El caçador furtiu             | Carl Maria von Weber    | Peter Schneider  | Pier Luigi Pizzi        | Peter Weber, Jaroslav Stajnc, Edith Mathis, Sona Ghazarian, Ekkehard Wlaschihe | Teatro Comunale di Bologna           | 8, 11, 14 i 16 de febrer         |
| Fedora                        | Umberto Giordano        | Armando Gatto    | Giuseppe de Tomasi      | Renata Scotto, Maria Angeles Peters, Plácido Domingo, Vicenç Sardinero |                                      | 2, 4, 6 i 9 de març              |
| Il trovatore                  | Giuseppe Verdi          | Armando Gatto    | Jacques Karpó           | Lorenzo Saccomani, Maria Chiara, Fiorenza Cossotto (18, 21) / Viorica Cortez (24, 27, 29), Ermanno Mauro (18, 24, 27, 29) / Lando Bartolini (21), Ivo Vinco, Maria Àngels Sarroca, Conrad Gaspà (18, 21, 24 i actes II y III del 27 març) / Antonio Bernal (acte IV del 27 i 29 març), Jesús Castillón, Alfredo Heilbron |                                      | 18, 21, 24, 27, 29 de març       |
| Otello                        | Giuseppe Verdi          | Antoni Ros-Marbà | Sonja Frisell-Schroeder | Viadimir Atlantov/Bruno Sebastian, Renato Bruson, Piero de Palma, Alfredo Heilbron, Ileana Cotrubas |                                      | 13, 17, 19, 21, 23 i 25 d'abril  |
| La Gioconda                   | Amilcare Ponchielli     | Uwe Mund         | Rocco Pugliese          | Grace Bumbry, Fiorenza Cossotto, Viorica Cortez, Ermano Mauro, Ivo Vinco |                                      | 5, 8, 11 i 13 de maig            |
| Faust                         | Charles Gounod          | Armando Gatto    |                         | Francisco Araiza, Ievgueni Nesterenko, Gabriela Beňačková, Paolo Gavanelli |                                      | 19 i 22 de maig                  |
| Doña Francisquita             | Amadeu Vives            | Maximiano Valdés | José Luis Alonso        | Enedina Lloris, Alfredo Kraus, Andrea Crespo, Rosalinda Mestre, Maria Rus | Teatro de la Zarzuela                | 4, 6 i 10 de juny                |
| Der fliegende Holländer       | Richard Wagner          | Hans Wallat      | Jean-Claude Riber       | Harald Stamm, Johanna Meier, Robert Shunk, Gertrude Jahn |                                      | 23, 26, 29 de juny i 1 de juliol |